# Piergiuseppe Scardigli
Pour les articles homonymes, voir Scardigli.
Piergiuseppe Scardigli, né le 13 octobre 1933 à Altopascio et mort le 27 mai 2008 à Florence, est un médiéviste et germaniste italien.

## Biographie
Piergiuseppe Scardigli s'intéressa particulièrement aux langues germaniques antiques et médiévales, notamment au gotique et au lombard. Il fut, jusqu'à sa retraite en 1996, professeur titulaire de philologie germanique à l'université de Florence.
Il fut marié à l'historienne allemande Barbara Forster, qui fut notamment professeur d'histoire romaine à l'université de Sienne.

## Ouvrages sélectifs
- Lingua e storia dei Goti, Sansoni, Florence, 1964.
- Die Goten : Sprache und Kultur, Beck, Munich, 1973.
- Avviamento all'etimologia inglese e tedesca : dizionario comparativo dell'elemento germanico comune ad entrambe le lingue (avec Teresa Gervasi), Le Monnier, Florence, 1980.  (ISBN 8800510280)
- Goti e Longobardi : studi di filologia germanica, Istituto Italiano di Studi Germanici, Rome, 1987.
- Manuale di filologia germanica, Sansoni, Florence, 1989.  (ISBN 8838310041)
- Der Weg zur deutschen Sprache : von der indogermanischen bis zur Merowingerzeit, Peter Lang, Francfort-sur-le-Main, 1994.  (ISBN 3906753018)